# Sankt Georgen am Fillmannsbach
Sankt Georgen am Fillmannsbach osztrák község Felső-Ausztria Braunau am Inn-i járásában. 2018 januárjában 404 lakosa volt. 

## Elhelyezkedése

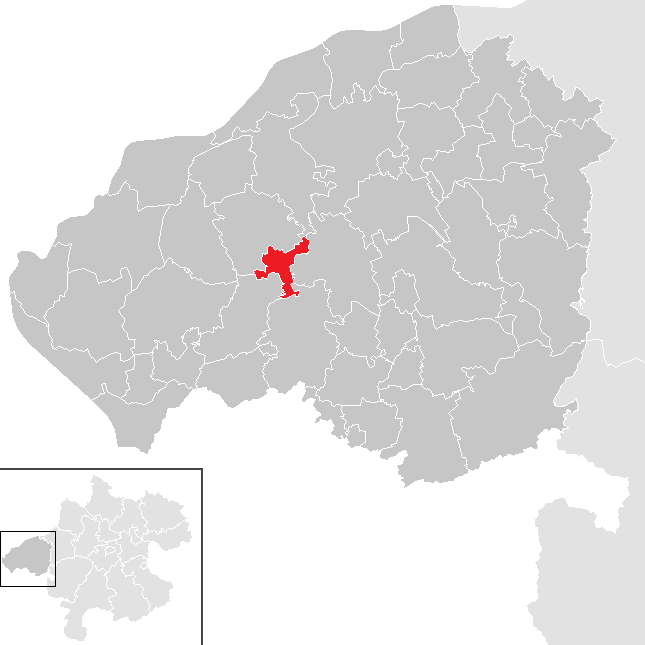
Sankt Georgen am Fillmannsbach a Braunau am Inn-i járásban

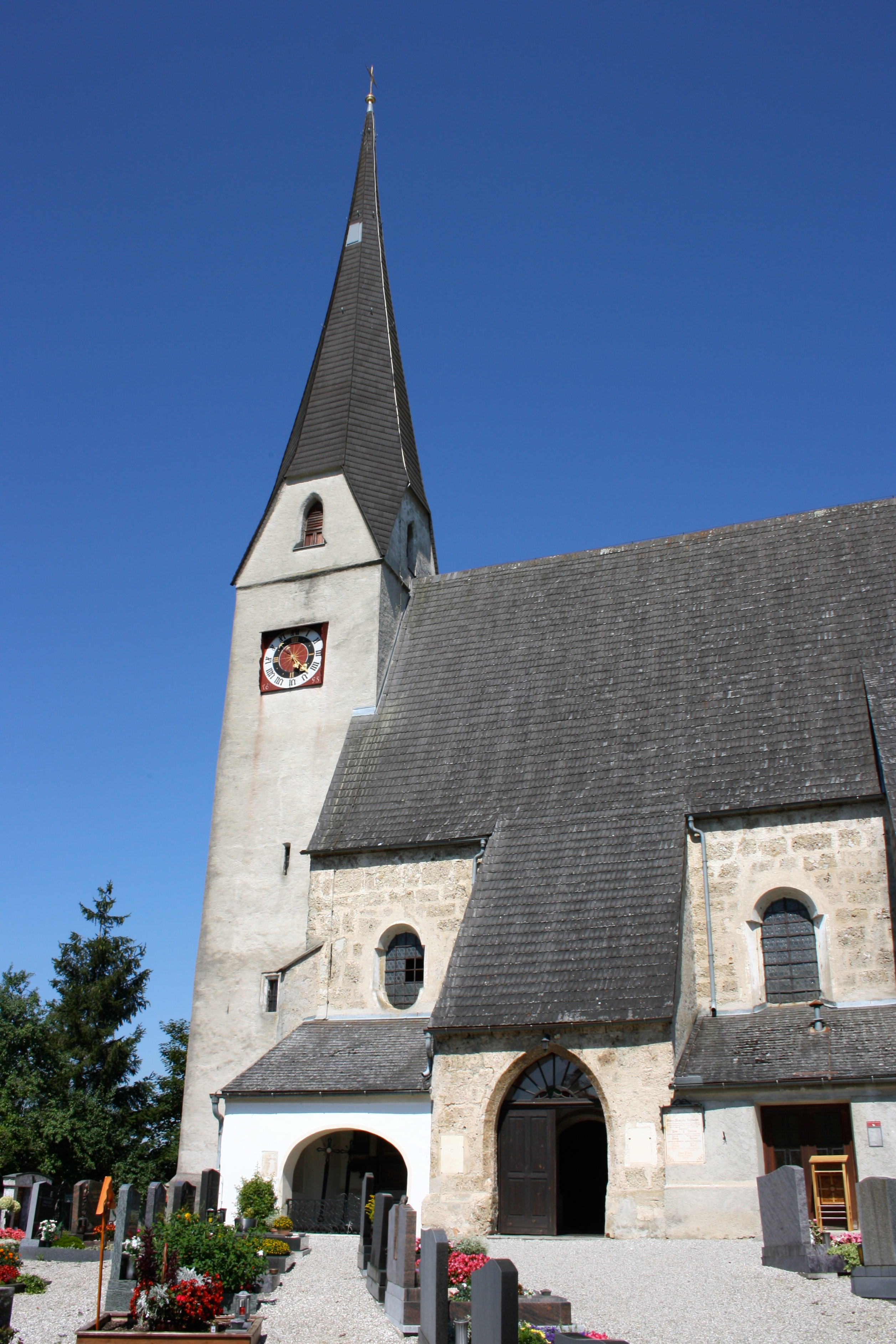
A Szt. György-plébániatemplom

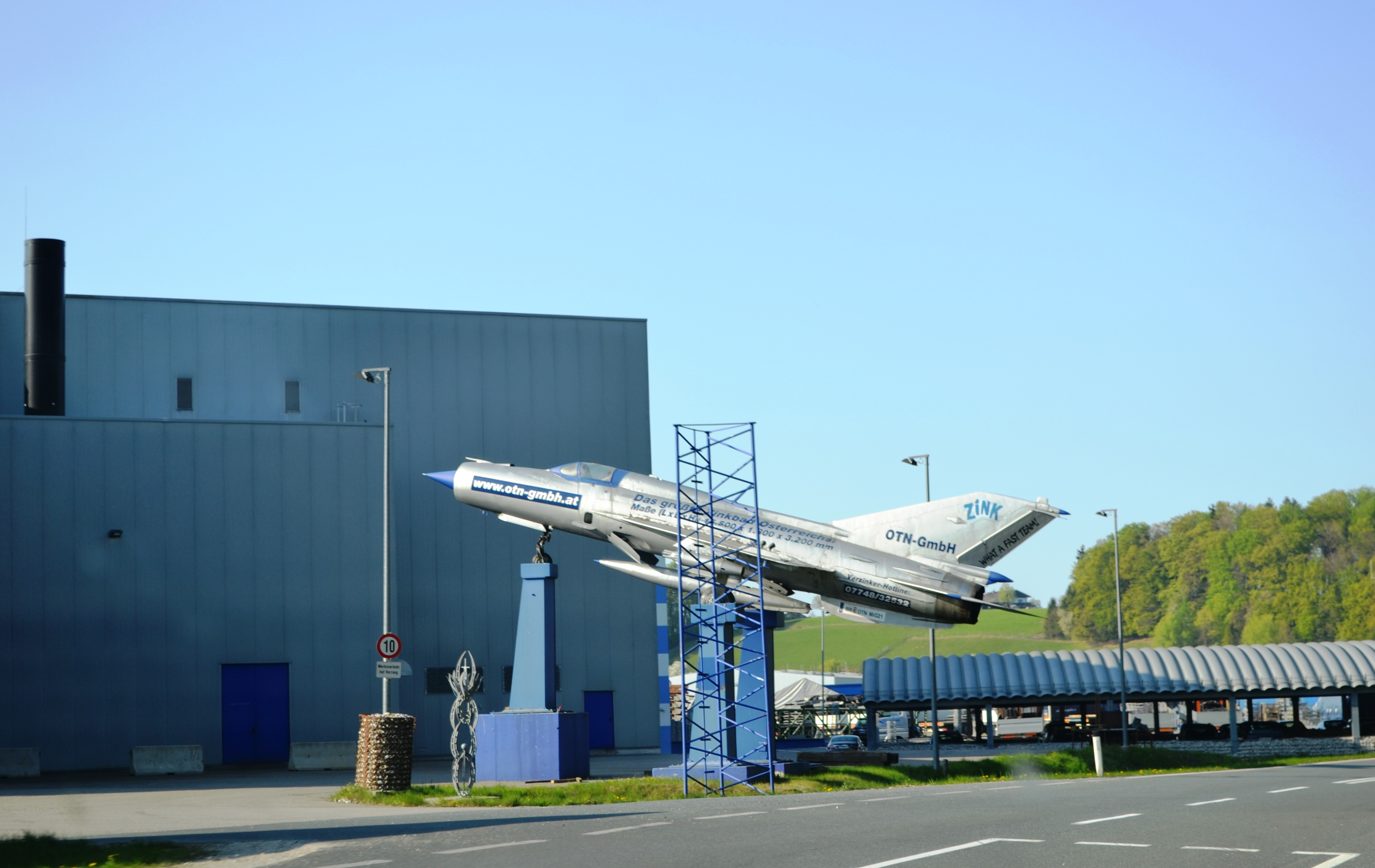
MiG-21 repülőgép az OTN GmbH előtt

Sankt Georgen am Fillmannsbach Felső-Ausztria Innviertel régiójában fekszik, a Fillmansbach folyó mentén. Területének 20,8%-a erdő, 75% áll mezőgazdasági művelés alatt. Az önkormányzat 10 településrészt és falut egyesít: Anferding (24 lakos 2018-ban), Angern (31), Brandstatt (2), Feichten (65), Fillmannsbach (57), Reichsberg (17), Sankt Georgen am Fillmannsbach (96), Scheuern (69), Steckenbach (32) és Wies (11).
A környező önkormányzatok: északra Handenberg, keletre Pischelsdorf am Engelbach, délre Feldkirchen bei Mattighofen, délnyugatra Eggelsberg. 

## Története
St. Georgen alapításától kezdve 1779-ig Bajorországhoz tartozott, amikor azonban a bajor örökösödési háborút lezáró tescheni béke következtében a teljes Innviertel Ausztriához került át. A napóleoni háborúk során 1809-ben a régiót a franciákkal szövetséges Bajorország visszakapta, majd Napóleon bukása után ismét Ausztriáé lett.
A köztársaság 1918-as megalakulásakor St. Georgent Felső-Ausztria tartományhoz sorolták. Miután Ausztria 1938-ban csatlakozott a Német Birodalomhoz, az Oberdonaui gau része lett. A második világháború után a község visszakerült Felső-Ausztriához. 

## Lakosság
A Sankt Georgen am Fillmannsbach-i önkormányzat területén 2018 januárjában 404 fő élt. A lakosságszám 1991 400 körül maradt. 2016-ban a helybeliek 97,7%-a volt osztrák állampolgár; a külföldiek közül 2,1% a régi (2004 előtti) EU-tagállamokból érkezett. 2001-ben a lakosok 94,7%-a római katolikusnak, 4,8% pedig felekezeten kívülinek vallotta magát. 
A lakosság számának változása:

| 2016 | 384 |
| 2018 | 404 |

## Látnivalók
- a Szt. György-plébániatemplomot 1040-ben említik először.

## Fordítás
- Ez a szócikk részben vagy egészben  a   Sankt Georgen am Fillmannsbach című német Wikipédia-szócikk ezen változatának fordításán alapul.  Az eredeti cikk szerkesztőit annak laptörténete sorolja fel. Ez a jelzés csupán a megfogalmazás eredetét és a szerzői jogokat jelzi, nem szolgál a cikkben szereplő információk forrásmegjelöléseként.